# Sharon Brauner
Sharon Brauner (* 21. August 1969 in West-Berlin, verheiratete Sharon Freifrau Teuffel von Birkensee) ist eine deutsche Schauspielerin und Musikerin. Brauner sang und schauspielerte bereits im Alter von drei Jahren und wirkte bisher in mehr als 50 Fernseh- und Kinoproduktionen mit. Sie veröffentlichte bisher vier Musikalben.

## Leben
Sharon Brauner ist die Tochter des Filmherstellungsleiters Wolf Brauner und der ehemaligen Kostümbildnerin Renee Brauner. Als jüngste von drei Schwestern wuchs sie in West-Berlin auf. Sie hat noch einen jüngeren Halbbruder und ist die Nichte des Filmproduzenten und Unternehmers Artur Brauner. 
Seit September 2012 ist sie mit Matthias Freiherr Teuffel von Birkensee verheiratet, mit dem sie in Berlin lebt. Ihr gemeinsamer Sohn kam am 12. Dezember 2012 zur Welt.

## Ausbildung und Schauspiel
Als Dreijährige hatte sie ihren ersten kleinen Schauspielauftritt in der  CCC-Produktion Sie sind frei, Dr. Korczak. Mit neun Jahren erhielt sie an der Seite von Barbara Valentin und Brigitte Mira ihre erste Hauptrolle in dem Kinderfilm Primel macht ihr Haus verrückt. Weitere Filme folgten, wie z. B.  Marmor, Stein und Eisen bricht. 1983 spielte sie die Hauptrolle in dem Holocaust-Drama  Blutiger Schnee, der 1987 den Publikumspreis auf dem Videofilmfestival in Wiesbaden erhielt. Nach ihrem Abitur 1989 an der Hildegard-Wegscheider-Oberschule, in deren Schulband sie sang, machte sie eine Musicalausbildung im Ballettzentrum Berlin und war parallel eine der letzten Schauspielschülerinnen von Else Bongers.
1991 brach sie die Musicalausbildung ab und ging nach New York, um ihre Schauspielausbildung am Lee Strasberg Theatre and Film Institute zu absolvieren. 1994 folgte die Abschlussprüfung in Berlin durch den deutschen Bühnenverein.
Für den preisgekrönten Film Verspielte Nächte wurde sie auf dem 38. Filmfestival Thessaloniki für die beste weibliche Nebenrolle nominiert. Für ihr Drehbuch Das Leben ist kein Picknick erhielt sie 2000 eine Drehbuchförderung durch die FFA. 2002 gab sie ihr Regie-Debüt bei dem Dokumentar-Kurzfilm: Leben und Leben lassen. Die Kurzfilm-Collage befasst sich mit den Themen Berlin, Vorurteile und Antisemitismus. Regelmäßig wird der Film von diversen Organisationen, wie der Amadeu Antonio Stiftung, für Unterrichtszwecke gezeigt. Von 2006 bis 2008 stand sie als Mitglied der Leipziger Pfeffermühle mit dem Stück Happy D über 100 Mal auf der Bühne.

## Musik
Ihre musikalische Karriere startete Sharon Brauner in verschiedenen kleinen Jazz-Bars und Restaurants in Berlin und New York. 1993 wurde sie bei einem Geburtstagsständchen vom künstlerischen Leiter der Bar jeder Vernunft für die Kleinkunstbühne entdeckt. Seitdem tritt sie unter anderem in der Bar jeder Vernunft und dem Tipi am Kanzleramt mit eigenen Solo-Programmen oder gemeinsam mit anderen Künstlern auf. Im Sommer 1995 moderierte sie in der Bar jeder Vernunft gemeinsam mit Michael Mittermeier acht Wochen lang den Nachtsalon. 1998 nahm sie mit dem Lied Kids an der Deutschen Vorentscheidung zum Eurovision Song Contest teil. Anlässlich der Benefizveranstaltung Partners in Tolerance sang sie am 10. Februar 1999 im Konzerthaus am Gendarmenmarkt für die Shoah-Foundation von Steven Spielberg das selbstkomponierte Eröffnungslied Open Your Heart.
Ihre erste CD Sharon veröffentlichte sie 2003. An dem Album arbeitete sie gemeinsam mit verschiedenen Produzenten, so auch mit Till Brönner, der mit ihr den Titel P.S. einspielte. In den Jahren 2003–2005 bildete sie mit Vivian Kanner das Duo für die Show The Jewels. In dieser Formation traten sie in zahlreichen Städten Deutschlands auf. Als herausragendes Konzert gilt dabei der Auftritt im Vorprogramm der Söhne Mannheims anlässlich des Israel-Aktionstages der Deutsch-Israelischen Gesellschaft am 25. September 2005 in der Berliner Max-Schmeling-Halle vor rund 6.000 Gästen.
Für den Film  Ein ganz gewöhnlicher Jude von Oliver Hirschbiegel wurden die Lieder Belz und Bay mir bistu sheyn aus der Show The Jewels für die Filmmusik verwendet.
Im Oktober 2009 erschien Sharon Brauners zweites Album mit dem Titel glücklich unperfekt, auf dem sie unter anderem das Lied An Dich von Bodo Wartke coverte.
2010 war sie als eine der drei Santa Babes in einem Weihnachtsprogramm mit Katharine Mehrling und Franziska Kuropka zu erleben.
Mit ihrem Album Lounge Jewels widmete sich Sharon Brauner wieder ganz der jiddischen Musik und interpretiert dabei traditionelle Lieder neu und zeitgemäß. 2015 veröffentlichte sie ihr viertes Album mit dem Namen Live Jewels. Gemeinsam mit Karsten Troyke legte sie 2017 das Album Yiddish Berlin vor; dort singen die beiden, begleitet von dem Pianisten Harry Ermer und dem Geiger Daniel Weltlinger, ihre jiddischen Lieblingslieder.

## Arbeiten

### Filmografie
- 1980: Primel macht ihr Haus verrückt
- 1982:  Marmor, Stein und Eisen bricht
- 1984: Blutiger Schnee (Wedle wyroków twoich...)
- 1989: Hard Days, Hard Nights
- 1992: Auf Achse
- 1992: Happy Holiday (Fernsehserie, 1 Folge)
- 1993: Zwei Halbe sind noch lange kein Ganzes
- 1993: Grossvaters Reisen
- 1993: Novalis – Die blaue Blume
- 1994: Is’ was Trainer?
- 1995: Frauenarzt Dr. Markus Merthin
- 1995: Nicht von schlechten Eltern
- 1995: Ex
- 1996: Durchgebraten
- 1997: Der Kapitän
- 1997: Für alle Fälle Stefanie
- 1997: Kommissar Schimpanski
- 1997: Singles
- 1997: Verspielte Nächte
- 1998: Tod im Feuer
- 1998: Tatort – Berliner Weiße
- 1999: Unser Lehrer Doktor Specht
- 1999: Gaukler der Liebe
- 2000: Meine Mutter, meine Rivalin
- 2000: Der Kapitän
- 2000: Zwei Dickköpfe mit Format
- 2001: Frau2 sucht HappyEnd
- 2001: SK Kölsch
- 2001: Vor meiner Zeit
- 2002: Zwei alte Gauner
- 2002: Berlin Beshert
- 2003: Club der Träume – Türkei, Marmaris
- 2003: Die Rosenheim-Cops – Der Rivale im Kofferraum
- 2003: Bewegte Männer
- 2004: Wer ist der Mörder?
- 2005: Schloss Einstein
- 2006: Der letzte Zug
- 2009: So ein Schlamassel
- 2010: Wunderkinder
- 2014: Auf das Leben!
- 2016: The Key
- 2017: Das letzte Mahl

### Theater
- 1982: Wider des Vergessens – Regie: Georg Tabori
- 1989: Comedia Del Arte – Regie: Manfred Gutke
- 2006–2008: Ensemblemitglied der Leipziger Pfeffermühle

### Bühnenprogramme
- 2003–2005: The Jewels
- 2007: Jewels
- 2008: Blond und Brauner
- 2010: glücklich unperfekt
- 2010: Santa Babes
- 2011: Bei mir bist du schön
- 2012: best of

### Diskographie
- 2003: Sharon (Lucky Love Records)
- 2009: Glücklich unperfekt (Lucky Love Records)
- 2013: Lounge Jewels (Solo Musica)
- 2014: To Life! Auf das Leben! (Film-Soundtrack, Colosseum Music)
- 2015: Live Jewels (Lucky Love Records)
- 2018: Yiddish Berlin (Sharon Brauner & Karsten Troyke, Troyke Records)

### Regie und Jury
- 2002: Leben und Leben lassen
- 2002: Jurymitglied Kurzfilmfestival, Berlin

### Drehbuch
- 2000: Das Leben ist kein Picknick